# Kinosternon leucostomum
Kinosternon leucostomum là một loài rùa trong họ Kinosternidae. Loài này được Duméril, Bibron & Duméril, mô tả khoa học đầu tiên năm 1851.

## Hình ảnh

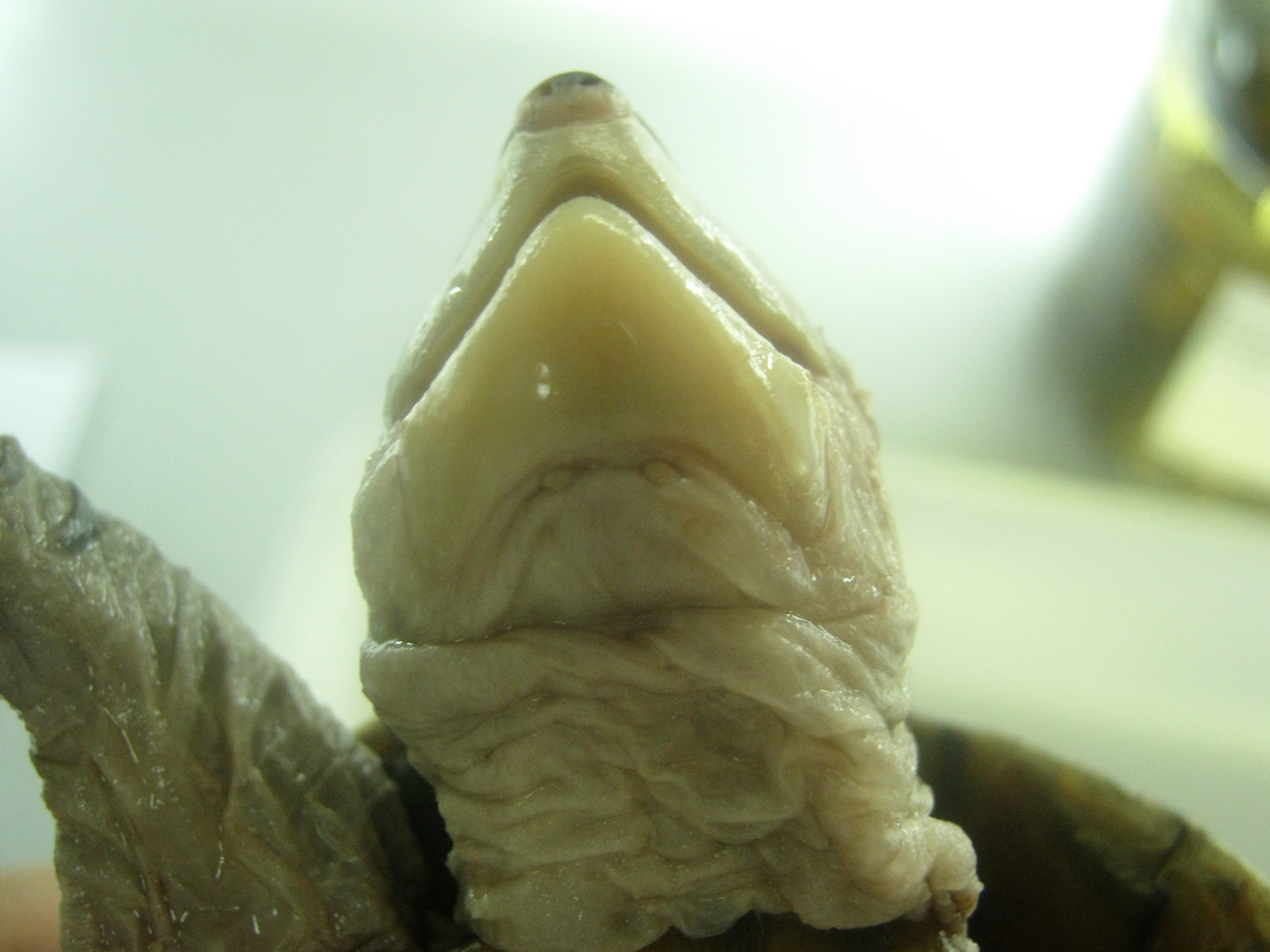
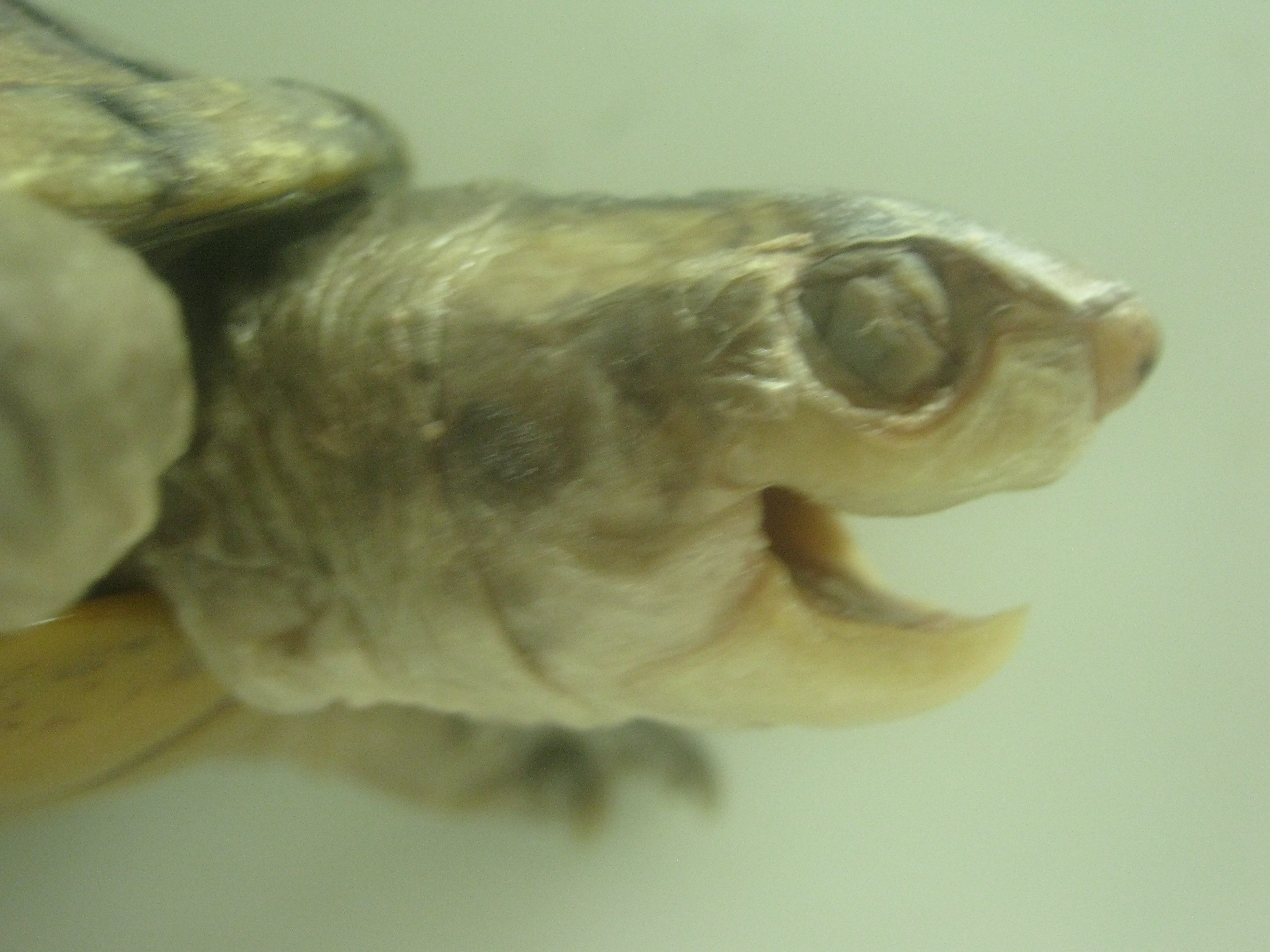